# تربنیتس (منطقه تربیچ)
تربنیتس (منطقه تربیچ) (به لاتین: Třebenice (Třebíč District)) یک سکونتگاه مسکونی در جمهوری چک است که در منطقه تربیچ واقع شده‌است.

## خصوصیات
تربنیتس ۱۱٫۶۷ کیلومترمربع مساحت و ۴۳۳ نفر جمعیت دارد و ۴۹۵ متر بالاتر از سطح دریا واقع شده‌است.